# Cazaquistão nos Jogos Paralímpicos de Verão de 2012
O Cazaquistão participou dos Jogos Paralímpicos de Verão de 2012, ocorridos na cidade de Londres, no Reino Unido.

## Desempenho

### Levantamento de peso
Masculino
| Atletas      | Evento | Resultado | Posição |
| ------------ | ------ | --------- | ------- |
| Aibek Abzhan | -60 kg | 120,0     | 9º      |

Feminino
| Atletas         | Evento | Resultado | Posição |
| --------------- | ------ | --------- | ------- |
| Kabira Askarova | -44 kg | 65,0      | 7º      |

### Natação
Masculino
| Atletas        | Evento                | Preliminares | Preliminares | Final       | Final       |
| Atletas        | Evento                | Marca        | Posição      | Marca       | Posição     |
| -------------- | --------------------- | ------------ | ------------ | ----------- | ----------- |
| Anuar Akhmetov | 50 metros livre - S12 | 26s90        | 12º          | Não avançou | Não avançou |